# Betty (película)
Betty  es una película francesa, dirigida por Claude Chabrol y estrenada en 1992.

## Argumento
Después de engañar a su marido, es abandonada por este. Tras una borrachera conoce a Laure quien la ayudara.